# Botanischer Garten von Jerewan

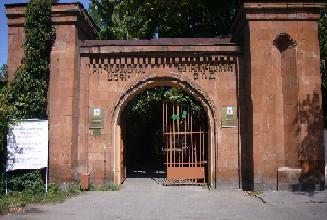
Eingang zum Botanischen Garten in Jerewan

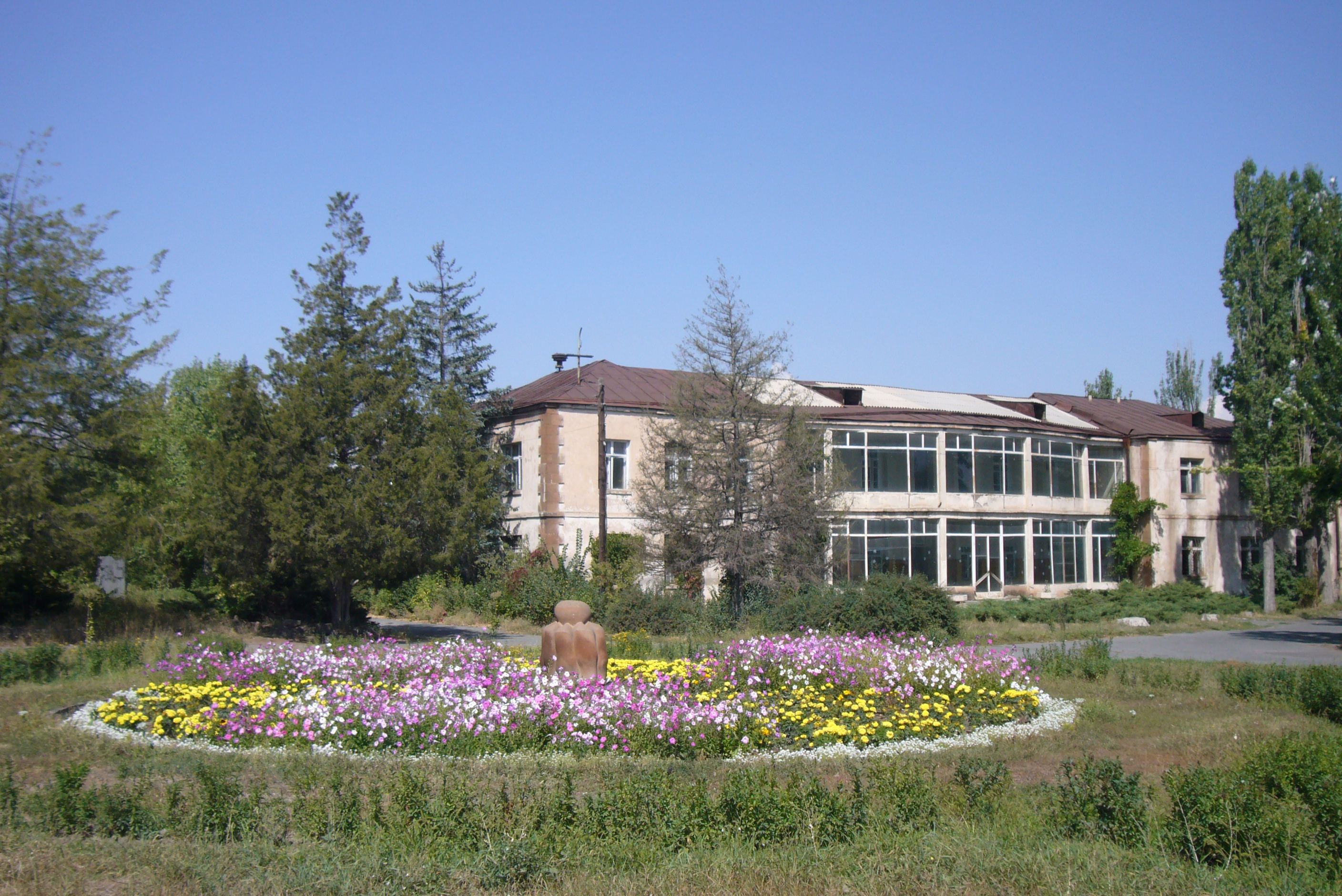
Blumenbeet im Botanischen Garten Jerewan

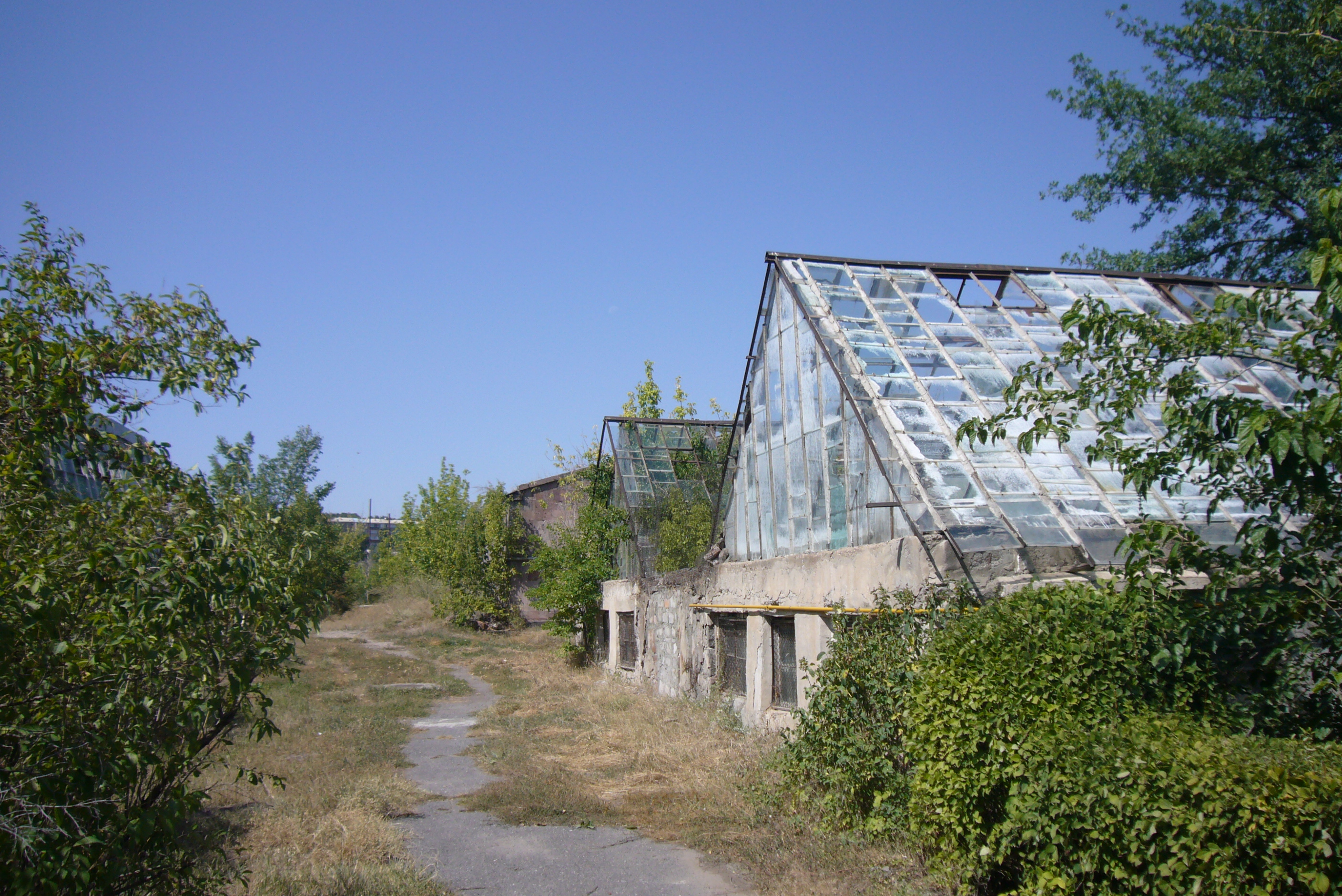
Gewächshaus im Botanischen Garten Jerewan

Der Botanische Garten Armeniens (NAS) wurde 1935 in Jerewan gegründet. Später entstanden auch in den Städten Wanadsor (ehemals Kirovakan) und Sewan (1944) Botanische Gärten. Wie die meisten Botanischen Gärten wurden diese als wissenschaftliche Institutionen und Zentren der ökologischen Erziehung gegründet. Darüber hinaus dienen sie als Aufzuchtsort bedrohter Pflanzen aus unterschiedlichen geographischen Regionen der ganzen Welt. Die Sammlung dient auch dazu, bedrohte Pflanzen aufzuziehen, um sie später in der freien Natur auszuwildern. Ferner ist der Garten ein Erholungsgebiet für die Bevölkerung.
Im Garten ist auch das Botanische Institut von Jerewan angesiedelt.

## Geschichte
Der Botanische Garten in Jerewan wurde 1935 im nordöstlichen Teil der Hauptstadt auf einem 80 Hektar großen Halbwüstenboden eröffnet. Das Botanische Zentrum wurde drei Jahre später auf dem Gelände des Gartens eröffnet. 1950 wurde der Garten als größter Teil dem Botanischen Institut angegliedert. 1940 wurden ein großer Teil der Pflanzungen in der Mitte des Gartens angelegt. Zudem wurden Wäldchen und Alleen aus Waldkiefer (Pinus sylvestris und Pinus sylvestris var. hamata) angepflanzt.
Zwischen 1954 und 1970 sammelten der Direktor des Botanischen Instituts mit den Botanikern L. B. Machatadse und A. O. Mkrtchian Vertreter der kaukasischen Flora, so dass nahezu jede Pflanze Armeniens auf dem etwa 16 ha großen Areal vertreten ist. In der gleichen Zeit entstand ein großer Rosen- und Liliengarten. Darüber hinaus sind als weitere Regionen vertreten: der Kaukasus, Nordamerika, Europa, Sibirien und Ostasien.
In den vergangenen 70 Jahren entstand eine Sammlung mit 207 Gattungen und 75 Familien: im Botanischen Garten in Jerewan - 1070, in Vanadsor - 590, in Sewan - 450.
Ein Großteil der Sammlung besteht aus Vertretern der folgenden Familien: Zypressengewächse (Cupressaceae) - 56 Arten, Kieferngewächse (Pinaceae) - 29 Arten, Hülsenfrüchtler (Fabaceae) - 69 Arten, Geißblattgewächse (Caprifoliaceae) - 89 Arten, Ölbaumgewächse (Oleaceae) - 105 Arten und Rosengewächse (Rosaceae) - 263 Arten, und der folgenden Gattungen: Wacholder (Juniperus) - 27 Arten, Eichen (Quercus) - 29 Arten, Flieder (Syringa) - 65 Arten und Waldreben (Clematis) - 41 Arten.
Im Park sieht man unter anderem die für den Kaukasus typischen Kastanienblättrige Eiche (Quercus castaneifolia), Gemeiner Efeu (Hedera helix), Baum-Hasel (Corylus colurna), Sadebaum (Juniperus sabina), Parrotia persica und Euphrat-Pappel (Populus euphratica). Als Vertreter der nordamerikanische Flora sieht man Tulpenbaum (Liriodendron tulipifera), Schwarznuss (Juglans nigra), Gewöhnlicher Trompetenbaum (Catalpa bignonioides), Virginischer Wacholder (Juniperus virginiana) und Fädige Palmlilie (Yucca filamentosa). Die in Europa und Sibirien beheimateten Gewöhnliche Rosskastanie (Aesculus hippocastanum), Gewöhnlicher Judasbaum (Cercis siliquastrum), Stieleiche (Quercus robur) und Sibirische Lärche (Larix sibirica) sind ebenfalls zu finden. Aus dem ostasiatischen Raum sind es die Pflanzen Morgenländischer Lebensbaum (Biota orientalis), Japanischer Schnurbaum (Sophora japonica) und Urweltmammutbaum (Metasequoia glyptostroboides).
Nach und nach entstanden im Botanischen Garten neue Abteilungen mit neuen Arbeitsgebieten, wie zum Beispiel die Samenbank, die Blumenkultivierung, die Abteilung für Ansiedlungsgartenarbeit und Landschaftsarchitektur, eine Abteilung, die sich speziell auf die ortsansässige Flora konzentriert u.v.m.
Das Grundstück des Jerewaner Areals ist wie folgt unterteilt: 16 ha Parkland; 3,2 ha Arboretum; 35 ha Blumen-Ausstellung; 7 ha Liliengarten; 0,7 ha Sammlung verschiedener Blumentöpfe, 0,8 ha anderes.

## Lage
Der Park befindet sich im Distrikt Awan im nordöstlichen Teil der Stadt. Der Vanadsor-Park liegt am südlichen Ende der Stadt, etwa 1400–1450 m hoch in einer gemäßigt feuchten Waldzone. Während seiner 70-jährigen Existenz ist ebenfalls eine reiche Sammlung an verschiedenen Pflanzen entstanden, diese umfasst 590 Species von 140 Genera und 47 Familien. Wegen seines besonderen Klimas können dort nicht nur Pflanzen der lokalen Fauna wachsen. Die meisten Pflanzen sind Vertreter folgender Familien: Pinaceae (40 Spezies), Cupressaceae (22), Rosaceae (138), Caprifoliaceae und Salicaceae (je 41 Spezies), Oleaceae und Fabaceae (je 37 Spezies). Maßgeblich an der Erstellung der Sammlung beteiligt waren G.D. und P.D. Jaroschenko, L. B. Machatadse und A. A. Grigorian.
Der Garten in Sewan ist mit 5 ha der kleinste der drei Parks. Er befindet sich unmittelbar in der Nähe des Sewansees in einer vor dem Wind gut geschützten kleinen Bucht, ziemlich am nördlichsten Ende der Stadt Sewan auf einer Höhe von 2000 m über NN. Auch dieser Garten hat eine reiche Sammlung von 440 Spezies mit 115 Genera und 38 Familien. Hier sind die meisten Vertreter aus den Familien der Rosaceae, Caprifoliaceae und Fabaceae zu finden.

## Zielsetzung
Als eine Hauptaufgabe des Gartens gilt die Sammlung und Kultivierung gefährdeter Pflanzenarten (Es gibt 400 gefährdete Pflanzenarten in Armenien). Besonders interessant sind hierbei Europäische Eibe (Taxus baccata), Gemeiner Efeu (Hedera helix), Sadebaum (Juniperus sabina), Kaukasische Zelkove (Zelkova carpinifolia) und Kaukasus-Rhododendron (Rhododendron caucasicum). Ein weiteres Ziel ist die ökologische Erziehung. Die Wissenschaftler rund um den Botanischen Garten hatten in der Vergangenheit immer wieder Auftritte in den Medien und verfassten Beiträge über die Problematik des Umweltschutzes in Armenien. Darüber hinaus bieten sie Beratung für Bildungseinrichtungen, Industrie wie auch für private Pflanzenzüchter an. Exkursionen für Schulkinder werden ständig durchgeführt, viele Studenten der Agrarbiologie betreiben hier Feldstudien.
Man beobachtete auch bisher unerforschte Unregelmäßigkeiten; so wuchsen einige Büsche und Bäume auf bestimmten Gebieten unnatürlich schnell. Eine große Zahl an heimischen und eingeführten Pflanzen wurde auf ihre Wachstumsbedingungen hin getestet und später erfolgreich um den Sewansee angepflanzt. In 70 Jahren haben die Botanischen Gärten 350 Arten mit hohem ökologischen Wert wieder in Armenien ansiedeln können. Zudem wurden Siedlungen und Industrieflächen gärtnerisch durch die Ansiedlung von 225 Species und 282 Kultursorten gestaltet.

## Gegenwart
Die botanischen Gärten in Armenien sind derzeit in keinem guten Zustand. Nach dem Zusammenbruch der Sowjetunion schwanden die finanziellen Mittel für die Parks. Während der großen Energiekrise 1988 wurden viele Bäume als Brennholz verwendet. Gegenwärtig beseitigen die Spezialisten des Gartens die Schäden und bauen die vorhandene Sammlung weiter aus.